# Księżna (film)
Księżna – brytyjski dramat kostiumowy z 2008 roku w reżyserii Saula Dibba.

## Opis fabuły
Anglia, koniec XVIII wieku. Georgiana Spencer jest młodą, piękną arystokratką. Zakochuje się w biedniejszym od siebie mężczyźnie, Charlesie Greyu. Matka bohaterki, lady Spencer, postanawia jednak wydać ją za księcia Devonshire. Georgiana nie protestuje, bo imponuje jej bogactwo i pozycja narzeczonego. Jednak po ślubie odkrywa, że książę ma wiele kochanek, wśród których jego faworytą jest najlepsza przyjaciółka Georgiany, Lady Elizabeth Foster. Księżna Devonshire odkrywa, że książę ożenił się z nią tylko po to, by mieć dziedzica. Z biegiem lat na świat przychodzą córki, a nie syn. W końcu jednak Georgiana rodzi syna i rozpoczyna romans z Charlesem Greyem.

## Obsada
- Keira Knightley – Georgiana, Księżna Devonshire
- Ralph Fiennes – Książę Devonshire
- Simon McBurney – Charles James Fox
- Dominic Cooper – Charles Grey
- Charlotte Rampling – Lady Margaret Spencer
- Hayley Atwell – Lady Elizabeth Foster
- Aidan McArdle – Richard Brinsley Sheridan
- Angus McEwan – Lord Robert
- Richard McCabe – Sir James Hare
- Georgia King – Lady Teazle
- Eva Hrela – Charlotte (3 lata)
- Poppy Wigglesworth – Charlotte (9 lat)
- Mercy Fiennes Tiffin – Little G
- Emily Cohen – Harryo
- Sebastian Applewhite – Augustus
- Sadie Miller – Arystokrata
- Bruce Mackinnon – Sir Peter Teazle
- Richard Syms – dr Neville
- Andrew Armour – Heaton

i inni

## Nagrody
| Konkurs                            | Kategoria                              | Nominowani                      | Wynik     |
| ---------------------------------- | -------------------------------------- | ------------------------------- | --------- |
| BIFA                               | Najlepsza aktorka                      | Keira Knightley                 | nominacja |
| BIFA                               | Najlepszy aktor drugoplanowy           | Ralph Fiennes                   | nominacja |
| BIFA                               | Najlepsza aktorka drugoplanowa         | Hayley Attwell                  | nominacja |
| BIFA                               | Best Technical Achievement             | Michael O'Connor (kostiumy)     | nominacja |
| Złoty Glob                         | Najlepszy aktor drugoplanowy           | Ralph Fiennes                   | nominacja |
| People's Choice Awards             | Najlepsza aktorka                      | Keira Knightley                 | nominacja |
| People's Choice Awards             | Najlepszy film niezależny              | The Duchess                     | nominacja |
| Satellite Awards 2008              | Najlepsza scenografia                  | Karen Wakefield, Michael Carlin | nominacja |
| Satellite Awards 2008              | Najlepsze zdjęcia                      | Gyula Pados                     | nominacja |
| Satellite Awards 2008              | Najlepsze kostiumy                     | Michael O'Connor                | zwycięzca |
| London Circle Critics' Film Awards | Brytyjski aktor roku                   | Ralph Fiennes                   | nominacja |
| London Circle Critics' Film Awards | Brytyjska aktorka w drugoplanowej roli | Hayley Atwell                   | nominacja |